# 速水ゆき
速水 ゆき（はやみ ゆき、1992年9月20日 - ）は、日本のグラビアアイドル。大分県出身。エクセルヒューマンエイジェンシー所属。
テレビ東京「出没！アド街ック天国」ほかAbemaTV「ピーチゃんねる」などに出演。
2017年6月初DVD「ひと目惚れ…」、2018年4月第2弾DVD「愛のいいなり」発売。

## 人物

### 嗜好
好きな食べ物はオムライス、苦手な食べ物は納豆、梅干し。

### 趣味
趣味はキックボクシング、写真を撮ること。
ディズニーが大好きでディズニーランド、ディズニーシーの年パス所有。

## 出演

### テレビ
- グラパー!ボクとおやすみ前のグラドルたち（2020年9月11日、BSスカパー!）[9]

## 作品

### イメージビデオ
- ひと目惚れ…（2017年6月24日、サンクチュアリ）
- タイトル未定 （2018年4月27日、スパイスビジュアル）
- 私のこと好きですか？（2022年4月28日、NON STYLE）